# Rozvodna Horní Životice
Rozvodna Horní Životice (zkratkou HZI) se nachází na okraji obce Horní Životice v okrese Bruntál v Moravskoslezském kraji. Je jednou ze čtyř rozvoden na 400 kV v kraji. Provozuje se v napěťových hladinách 400 a 110 kV.

## Význam
Rozvodna Horní Životice patří k nejvýznamnějším rozvodnám v Moravskoslezském kraji. Zásobuje západní a severní část kraje. Část 400 kV provozuje ČEPS, část 110 kV provozuje ČEZ.

## Historie
Rozvodna byla založena v roce 1987 pro zlepšení dodávek elektřiny v západní části tehdejšího Severomoravského kraje. Do rozvodny byla připojena linka z rozvodny Nošovice. V roce 2016 byla postavena druhá linka 400 kV z rozvodny Krasíkov.

## Popis

### Napěťové hodnoty
Rozvodna je provozována v napěťových hodnotách 400 kV a 110 kV. Hladinou 400 kV jsou spojeny rozvodny Kletné a Krasíkov.

### Transformátory
Transformace 400/110 kV je zajištěna dvěma třífázovými transformátory.

### Vedení
Do rozvodny jsou zaústěna následující vedení:

#### Vedení 400 kV – ZVN – zvláště vysoké napětí
- Jednoduché vedení V459 Horní Životice - Kletné
- Jednoduché vedení V458 Krasíkov - Horní Životice